# Francisque Vial
Francisque Vial est un enseignant, un haut fonctionnaire et un combattant de la Première Guerre mondiale, né le 7 juin 1869 à Optevoz (Isère), mort le 6 février 1940 à Paris Ve. Directeur de l'enseignement secondaire de 1924 à 1936, son œuvre est marquée par la réforme des programmes en 1925, la mise en application des lois instituant la gratuité (progressive) de l’enseignement secondaire (1927-28, puis 1930), la réglementation nouvelle de l'admission en sixième et l'élargissement des bourses.

## Biographie

### Environnement familial et études
Son père, instituteur dans l'Isère, devient inspecteur de l'enseignement primaire dans l'Ardèche, puis à Lyon. Il aura deux enfants, Francisque et Jeanne. Jeanne, épouse de Léon Brossolette, inspecteur de l'enseignement primaire à Paris, est la mère de Pierre Brossolette. Après ses études secondaires au collège de Tournon (Ardèche) et son service militaire en 1889, il est reçu au concours de l’École normale supérieure de la rue d'Ulm (3e) et, en 1893, à l'agrégation de lettres (2e). Il sera docteur ès lettres en 1902.

### Carrière
Il est professeur de rhétorique au Prytanée militaire de La Flèche (1893 - 1894), puis au lycée de Reims (1895 à 1898) et enfin au lycée Lakanal à Sceaux (1889 à 1913). À Lakanal il aura pour élèves Alain-Fournier et Jacques Rivière, ainsi que Jean Giraudoux. Il est mobilisé volontaire le 2 août 1914 et aux armées jusqu'en septembre 1917. À son retour à la vie civile, il est inspecteur de l'académie de Paris et chef de cabinet du ministre de l'instruction publique, Daniel Vincent. En 1919, il est inspecteur général de l'instruction publique, directeur de l'enseignement secondaire au ministère de l'instruction publique à dater du 10 octobre 1924. Il restera directeur de l'enseignement secondaire jusqu'au 31 décembre 1936, date de sa retraite. Durant ces douze années, vingt et un ministres de l'instruction publique d'abord, puis à compter de 1934 de l'éducation nationale, se succéderont à la tête du ministère. Parmi eux Édouard Daladier, Édouard Herriot (dont Francisque Vial est l'ami), Camille Chautemps et enfin Jean Zay. Il est nommé conseiller d’État en service extraordinaire le 24 novembre 1926. Après sa retraite, il est chargé en 1938 d'une mission d'inspection en Indochine, dont il ramènera Le Problème humain de l'Indochine, publié chez Delagrave en 1939. En 1939, le ministre de l'éducation nationale, Yvon Delbos, lui confie le soin d'organiser l'enseignement par correspondance et par radio à l'usage des étudiants évacués.

### Services militaires
Du service actif en 1889, il passe dans la réserve territoriale en 1902, au 112e régiment d'infanterie territoriale. Il rejoint volontairement ce régiment le 2 août 1914. Adjudant en 1914, il est lieutenant en 1916. Il est cité à l'ordre du régiment le 14 mars 1916 pour son courage et son sang-froid face aux bombardements, il l'est à nouveau à l'ordre de la division d'infanterie coloniale le 25 septembre 1917 pour son action au cours de laquelle il est blessé. Il est démobilisé le 6 mars 1919. Il écrira la guerre terminée Territoriaux de France (Berger-Levrault 1918). 

## Distinctions
- Grand officier de la Légion d'honneur (6 août 1937), insigne remis à la Sorbonne par Sébastien Charléty, recteur de l'académie de Paris.
  - Chevalier à titre militaire (15 janvier 1920).
- Croix de guerre avec étoile en argent (octobre 1915).

## Publications
- Condorcet et l'éducation démocratique, Slatkine, 1970 reproduction de l'édition Paris Delagrave, 1906
- Le Problème humain de l'Indochine, Delagrave, 1939
- Trois siècles d'histoire de l'enseignement secondaire, Delagrave, 1936
- La Doctrine d'éducation de J.-J. Rousseau, Delagrave, 1920
- Territoriaux de France, Berger-Levrault, 1918
- Idées et doctrines littéraires du XVIIIe siècle : extraits de préfaces, traités et autres écrits théoriques, Delagrave, 1909
- L'Enseignement secondaire et la démocratie, A. Colin, 1902

- Prix Bordin de l’Académie française en 1903